# South Bend (Washington)
South Bend az Amerikai Egyesült Államok északnyugati részén, Washington állam Pacific megyéjében elhelyezkedő város, a megye székhelye. A 2010. évi népszámlálási adatok alapján 1637 lakosa van.
A folyó menti elhelyezkedéséről elnevezett South Bend 1890. szeptember 27-én kapott városi rangot. A megye székhelye 1893 előtt Oysterville volt.
A város iskoláinak fenntartója a South Bend Public Schools.

## Éghajlat
A város éghajlata mediterrán (a Köppen-skála szerint Csb).
| Hónap                         | Jan.  | Feb. | Már. | Ápr. | Máj. | Jún. | Júl. | Aug. | Szep. | Okt. | Nov. | Dec. | Év    |
| ----------------------------- | ----- | ---- | ---- | ---- | ---- | ---- | ---- | ---- | ----- | ---- | ---- | ---- | ----- |
| Rekord max. hőmérséklet (°C)  | 9,4   | 13,0 | 16,3 | 20,8 | 25,8 | 30,7 | 36,3 | 34,7 | 29,9  | 22,5 | 13,3 | 7,9  | 36,3  |
| Átlagos max. hőmérséklet (°C) | 7,0   | 10,0 | 11,0 | 14,0 | 17,0 | 19,0 | 22,0 | 22,0 | 21,0  | 16,0 | 11,0 | 8,0  | 14,9  |
| Átlaghőmérséklet (°C)         | 3,0   | 6,0  | 6,0  | 8,0  | 12,0 | 14,0 | 16,0 | 16,0 | 15,0  | 11,0 | 7,0  | 5,0  | 9,9   |
| Átlagos min. hőmérséklet (°C) | 1,0   | 2,0  | 2,0  | 3,0  | 6,0  | 9,0  | 10,0 | 11,0 | 9,0   | 6,0  | 3,0  | 2,0  | 5,4   |
| Rekord min. hőmérséklet (°C)  | −13,5 | −9,6 | −0,9 | 0,4  | 4,3  | 6,0  | 9,7  | 8,1  | 3,3   | −1,3 | −6,9 | −9,7 | −13,5 |
| Átl. csapadékmennyiség (mm)   | 320   | 260  | 240  | 150  | 80   | 70   | 30   | 50   | 90    | 190  | 290  | 360  | 2130  |
| Forrás: Weatherbase           |       |      |      |      |      |      |      |      |       |      |      |      |       |

## Népesség
A 2010-es népszámláláskor a városnak 1637 lakója, 684 háztartása és 414 családja volt. A népsűrűség 385,2 fő/km2. A lakóegységek száma 780, sűrűségük 183,5 db/km2. A lakosok 72,2%-a fehér, 0,2%-a afroamerikai, 3,4%-a indián, 5,5%-a ázsiai,  13,3%-a egyéb, 5,4%-a pedig kettő vagy több etnikumú. A spanyol vagy latino származásúak aránya 19,4% (   )
A háztartások 27,5%-ában élt 18 évnél fiatalabb. 43,3% házas, 11,1% egyedülálló nő, 6,1% egyedülálló férfi, 39,5% pedig nem család. 33,8% egyedül élt; 16,5%-uk 65 éves vagy idősebb. Egy háztartásban átlagosan 2,31 személy élt; a családok átlagmérete 2,93 fő.
A medián életkor 43,9 év volt. A város lakóinak 22,8%-a 18 évesnél fiatalabb, 8,1% 18 és 24 év közötti, 20,7%-uk 25 és 44 év közötti, 26,8%-uk 45 és 64 év közötti, 21,7%-uk pedig 65 éves vagy idősebb. A lakosok 50,3%-a férfi, 49,7%-a pedig nő.

## Nevezetes személyek
- Allen Winbeck, ellentengernagy[13]
- Helen Davis, az állami himnusz zeneszerzője[14]
- Helen Kleeb, színész[15]
- Pat Paulsen, humorista[16]

## Fordítás
- Ez a szócikk részben vagy egészben  a   South Bend, Washington című angol Wikipédia-szócikk ezen változatának fordításán alapul.  Az eredeti cikk szerkesztőit annak laptörténete sorolja fel. Ez a jelzés csupán a megfogalmazás eredetét és a szerzői jogokat jelzi, nem szolgál a cikkben szereplő információk forrásmegjelöléseként.